# Eberstein (Autriche)
Pour les articles homonymes, voir Eberstein.
Eberstein (en slovène : Svinec) est une commune (Marktgemeinde) autrichienne du district de Sankt Veit an der Glan, en Carinthie.

## Géographie
La commune se situe au pied des Alpes de Lavanttal, un massif des Alpes noriques. Eberstein se trouve à environ 20 kilomètres à l'est de St. Veit. 

## Histoire
La présence humaine dans la vallée remonte aux temps de l'Empire romain et de l'exploitation des minerais de fer (ferrum noricum) dans la province de Norique.

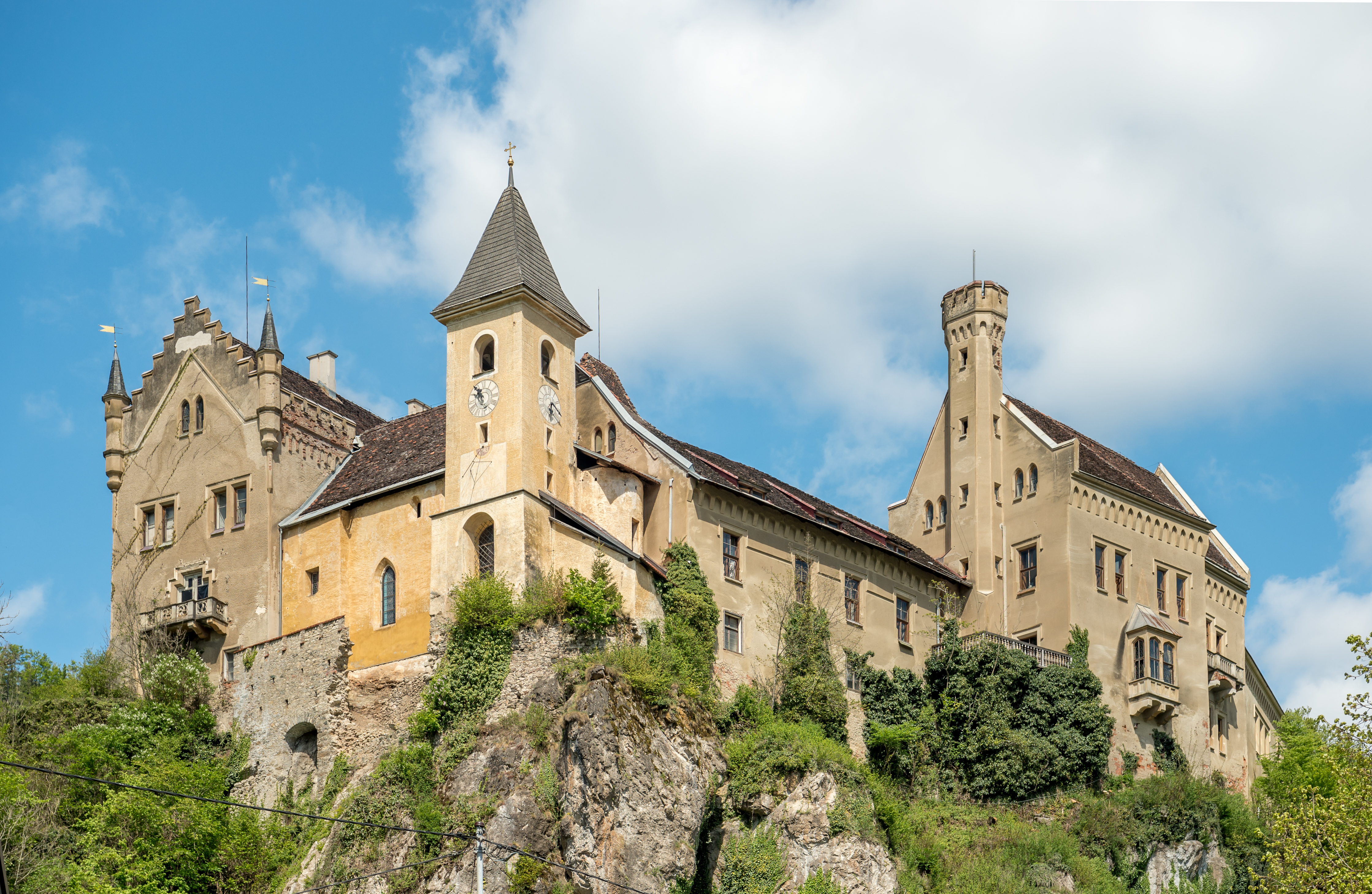
Château d'Eberstein.

Le château d'Eberstein, une base militaire des archevêques de Salzbourg au sein du duché de Carinthie pendant la querelle des Investitures, fut construit au XIe siècle ; il est mentionné pour la première fois dans un acte de 1078. Au XIVe siècle, il servait de résidence pour les seigneurs d'Eberstein, ministériaux de la maison de Goritz.
Entre 1851 et 1868, le complexe du château est entièrement reconstruit dans un style néogothique.

## Références

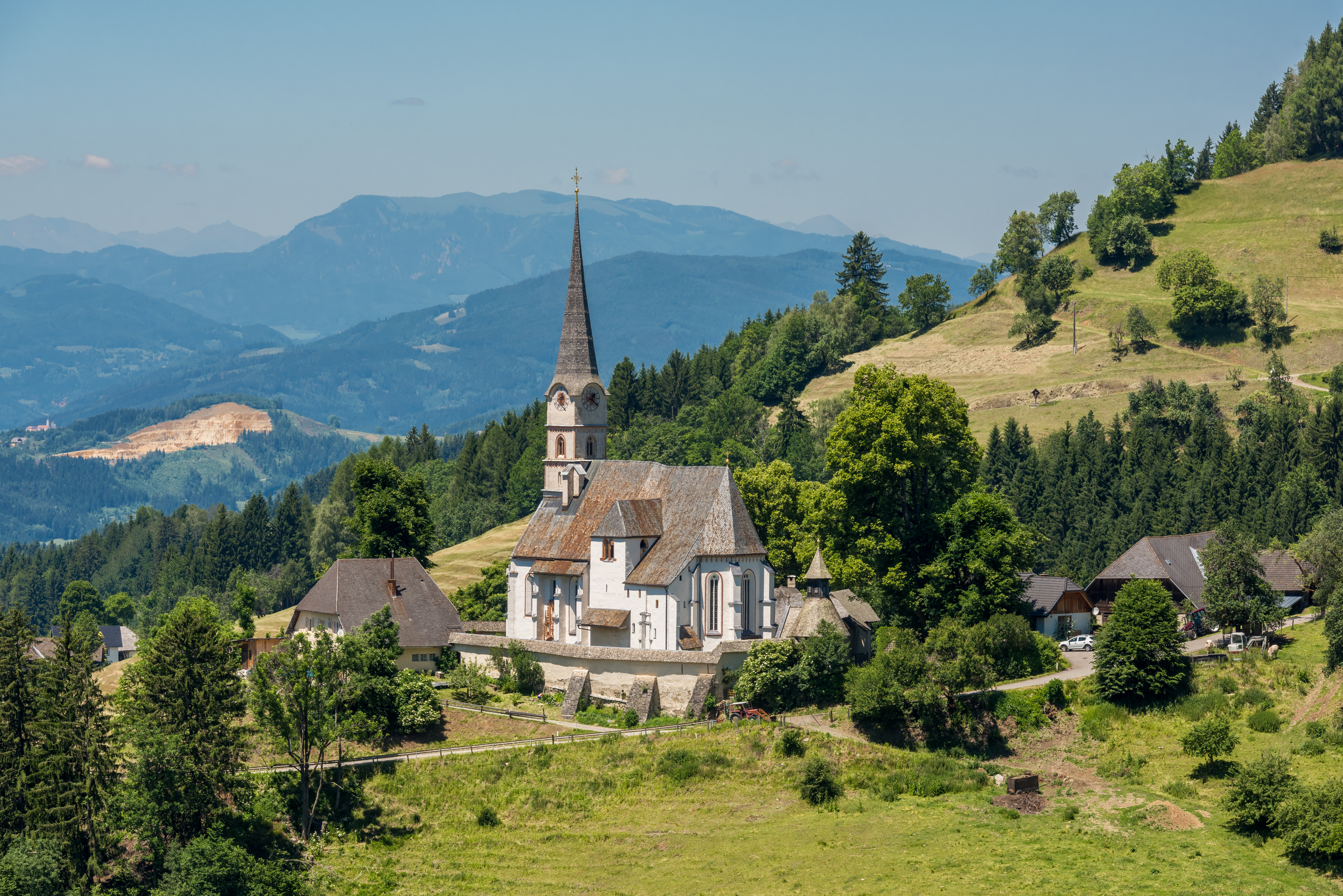
Église Notre Dame de Hochfeistritz à Eberstein. Juin 2017.